# Crook (Durham)
Crook è un paese di 10 019 abitanti della contea di Durham, in Inghilterra.